# 2017 год в шашках
2017 год в шашках описывает годовые события в шашечном движении.

## Хронология важнейших событий
- 22 января: завершился чемпионат мира по турецким шашкам среди мужчин. Nezar Nassih из Ирака прервал многолетнее чемпионство Фаика Йылдыза (Турция).
- 26 февраля: завершились чемпионаты Европы по международным шашкам в формате блиц среди мужчин и женщин. Победу одержали россияне Александр Шварцман и Наталья Шестакова.
- 27 апреля: завершились чемпионаты Азии по международным шашкам среди мужчин и женщин, по русским шашкам и по турецким шашкам. Чемпионом Азии у мужчин стал представитель Китая Ли Чжэнью (международные шашки), у женщин победила Чжао Ханьцин. В русских шашках также победили китайцы Лю Цзинсинь у мужчин и Лю Пэй у женщин.
- 9 мая: завершились чемпионаты мира по международным шашкам в форматах блиц и рапид. В блице у мужчин победил Жан Марк Нджофанг, у женщин Матрёна Ноговицына. В быстрых шашках победили Артём Иванов у мужчин и у женщин Тамара Тансыккужина.
- 14 мая: победой чемпиона мира итальянца Микеле Боргетти завершился 1-й чемпионат Европы по чекерсу.
- 29 мая: завершился этап кубка мира по международным шашкам Salou Open 2017. Победил россиянин Александр Георгиев.
- 4 июня: состоялся матч по португальским шашкам Португалия-Остальной мир. Победу со счётом 14-10 одержала сборная мира, за которую играли представители России, Белоруссии, Литвы, Германии и Марокко.
- 4 июня: — победой представителя Сенегала Макоду Н’Диайе завершился турнир по международным шашкам Thailand Open.
- 9 июня — победой представителя Литвы Арунаса Норвайшаса завершился 1-й этап Кубка мира по шашкам-64 «Португалия-2017».
- 10 июня — завершился чемпионат России по международным шашкам. Призёрами у мужчин стали: 1 место Максим Мильшин, 2 место Александр Гетманский, 3 место Андрей Калмаков. У женщин 1 место Ника Леопольдова, 2 место Ольга Балукова, 3 место Аяника Кычкина.
- 18 июня — победой Евгения Ватутина (Белоруссия) завершился 37-й турнир по международным шашкам Golden Prague.
- 29 июня — победой Арунаса Норвайшаса (Литва) завершился 2-й этап Кубка мира по шашкам-64 «Римини-2017» (Италия).
- 30 июля — победой Сергея Белошеева (Россия) завершился 3-й этап Кубка мира по шашкам-64 «Белые Ночи-2017» (Россия).
- 18 августа — победой Мирата Жекеева (Казахстан) завершился 4-й этап Кубка мира по шашкам-64 «Кубок информационных технологий» (Россия).
- 3 августа — победой Лубабало Кондло (ЮАР) завершился квалификационный турнир на чемпионат мира по чекерсу по версии GAYP.
- 3 августа — Надежда Чижевская (Украина) стала чемпионкой мира по чекерсу среди женщин по версии GAYP.
- 2 сентября в Кранево, Болгария завершился командный чемпионат мира по шашкам-64. У мужчин и у женщин победили команды Белоруссии. На втором и третьем месте у мужчин сборные Россия-1 и Россия-2. У женщин на втором месте Молдавия, на третьем - Узбекистан, российские сборные заняли 4-7 места.
- 9 сентября в Карпаче, Польша завершился этап Кубка Мира по международным шашкам «Polish Open 2017». Победу одержали россиянин Алексей Чижов и представительница Польши Наталия Садовска.
- 10 сентября прошёл чемпионат Европы по международным шашкам (рапид) среди мужчин и женщин (Карпач, Польша). Победу одержали голландец Рул Бомстра и россиянка Аяника Кычкина.
- 22 сентября — досрочно завершился матч за звание чемпиона мира по чекерсу по версии 3-move между Микеле Боргетти и Серджо Скарпетта (Ливорно, Италия). Серджо Скарпетта одержал победу (+6, =29, -1) и стал чемпионом мира по данной версии.
- 23 сентября — завершился Командный чемпионат Европы по международным шашкам. У мужчин победила команда России, у женщин команда Белоруссии.
- 1 октября — завершился чемпионат России по русским шашкам. У женщин победила Ольга Балукова, у мужчин — Олег Дашков.
- 15 октября — завершился чемпионат мира по международным шашкам среди мужчин и женщин (Таллинн, Эстония). Победу одержали россиянин Александр Шварцман и представительница Латвии Зоя Голубева.
- 21 октября — в Амстердаме, Нидерланды завершился первый Чемпионат Европы по фризским шашкам. Победил россиянин Александр Георгиев.
- 28 октября — в Санкт-Петербурге, Россия закончился чемпионат мира по русским шашкам среди мужчин и женщин. Победителями стали представитель Белоруссии Игорь Михальченко и россиянка Жанна Саршаева.
- 31 октября — победой представителя Северной Ирландии Шэйна Маккоскера завершился Кубок Европы по чекерсу.
- 11 ноября — победой Сергея Белошеева (Россия) завершился 5-й этап Кубка мира по шашкам-64 «Тбилиси-2017» (Грузия).
- 10 декабря — финал Кубка мира по шашкам-64 «Турнир Памяти Василия Сокова» (Россия) завершился победой Владимира Скрабова, который стал обладателем Кубка мира-2017.